# Abborrtjärnen (Gunnilbo socken, Västmanland, 662370-150750)
Abborrtjärnen är en sjö i Skinnskattebergs kommun i Västmanland och ingår i Norrströms huvudavrinningsområde. Sjön är 4,1 meter djup, har en yta på 0,02 kvadratkilometer och är belägen 119 meter över havet.